# Вагула
Вагула (ест. Vagula järv) језеро је у југоисточном делу Естоније на територији округа Вирума. Налази се на око 2 километра западно од града Вируа. Из језера отиче река Виханду преко које је оно повезано са басеном реке Нарве, односно са Финским заливом Балтичког мора.
Једно је од већих естонских језера са акваторијом површине 5,187 km². Максимална дубина воде је до 11,5 метара, просечна око 5,2 метара. Језеро је доста издужено у смеру запад-исток у дужини од око 4,6 километара, док максимална ширина не прелази 1,7 километара. Обале су углавном ниске, песковите и местимично шљунковите. Површина језера налази се на надморској висини од 69,2 метра.